# Michel Ney

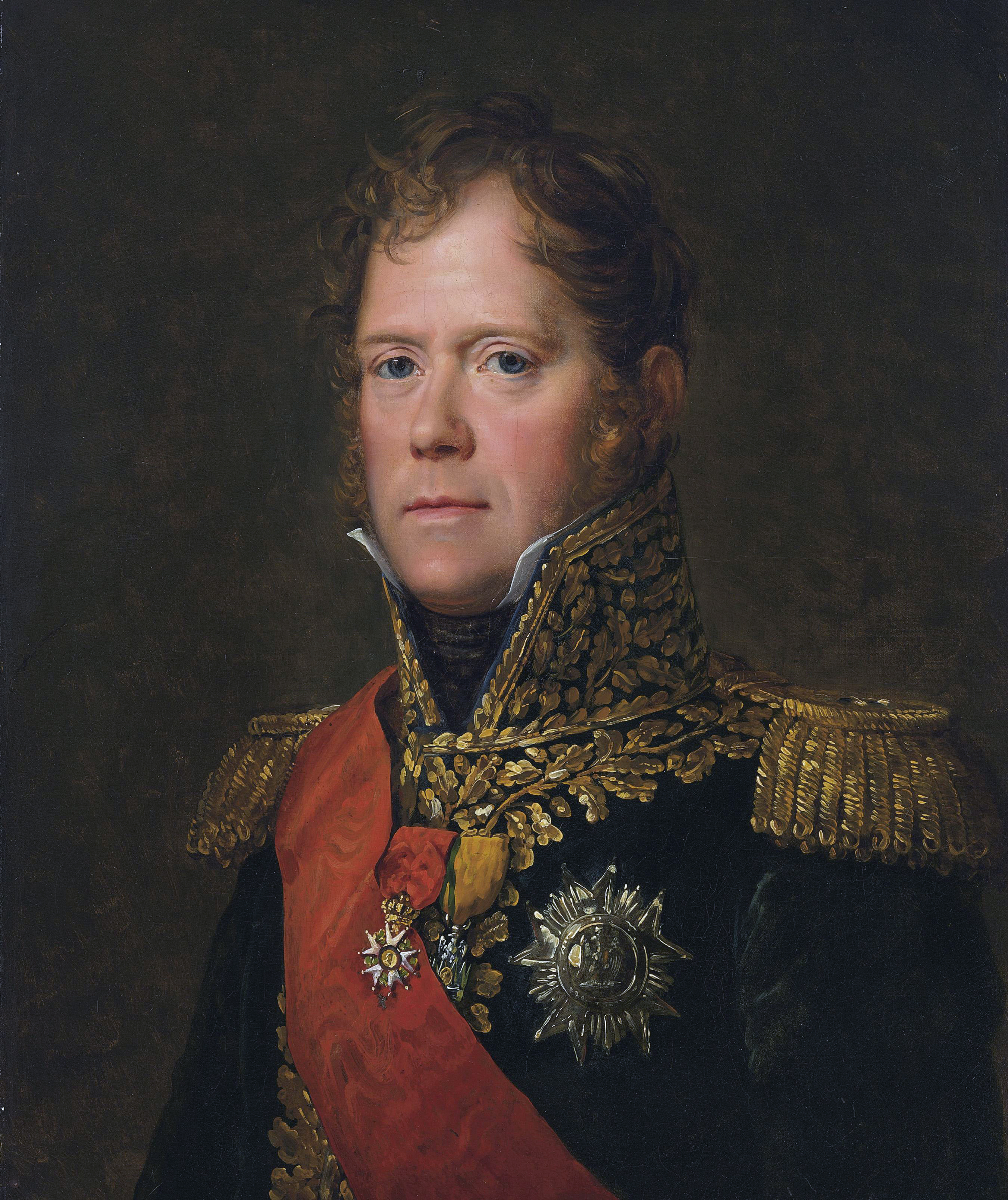
Michel Ney

Michel Ney [mi'ʃɛl nɛ] (* 10. Januar 1769 in Saarlouis; † 7. Dezember 1815 in Paris) war ein französischer Offizier in der Zeit der Revolutionskriege, der durch Napoleon zum prince de la Moskowa und duc d’Elchingen erhoben und zum Maréchal d’Empire ernannt wurde. Napoleon nannte ihn « le brave des braves » (deutsch: „den Tapfersten der Tapferen“).

## Leben

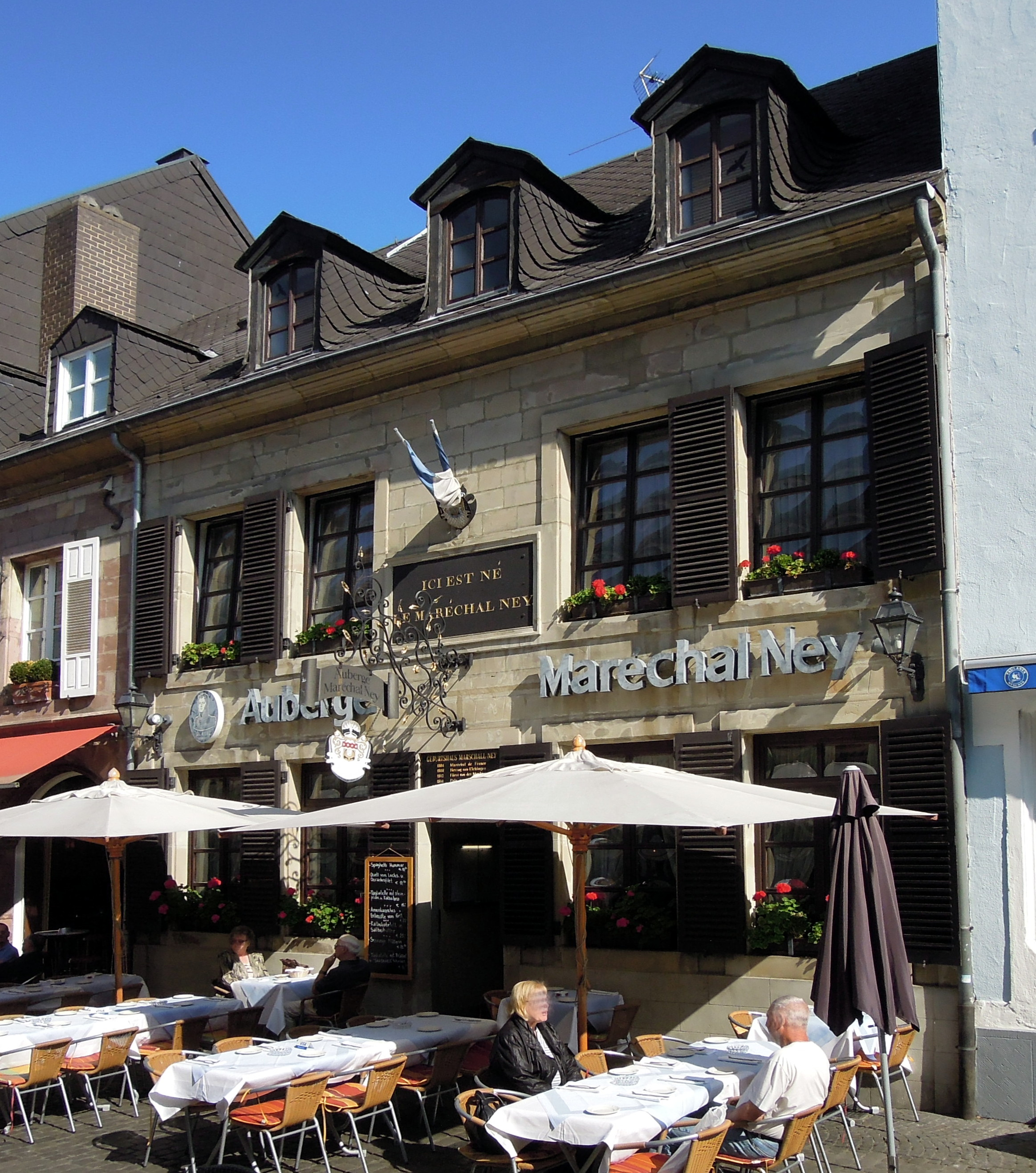
Geburtshaus Marschall Neys in Saarlouis; Text der Gedenktafel: « Ici est né le maréchal Ney » („Hier wurde Marschall Ney geboren“)

Ney wurde in bescheidenen Verhältnissen als zweiter Sohn des Böttchers Pierre Ney (1738–1826) und dessen Frau Margarethe Grewelinger (1739–1791) in der französischen Exklave Saarlouis in der Biergasse 13 geboren. Entsprechend wuchs er zweisprachig auf. Seine Schulzeit am örtlichen Augustinerkolleg (dem heutigen Gymnasium am Stadtgarten) endete im Alter von 13 Jahren. Danach begann er eine Ausbildung als Notariatslehrling und arbeitete als Schreiber bei der Staatsanwaltschaft.
Nach einer Anstellung bei der Dillinger Hütte trat er 1788, ein Jahr vor Ausbruch der Revolution, als Gemeiner in das Régiment Colonel-Général hussards ein. Die in der zivilen Bürokratie gesammelten Erfahrungen dürften seine Beförderung zum Verwaltungsunteroffizier (brigadier-fourrier) mit Wirkung zum 1. Januar 1791 begünstigt haben. Während des Ersten Koalitionskrieges (1792–1797) gelang ihm ein kometenhafter Aufstieg: 1792 avancierte er binnen eines einzigen Jahres kurz nacheinander zum Wachtmeister (maréchal des logis), Kompaniewachtmeister (maréchal des logis-chef), Eskadronswachtmeister (adjudant sous-officier), Leutnant (sous-lieutenant) und Oberleutnant (lieutenant). Ab 1793 fand er Verwendung in höheren Armeestäben, machte sich aber auch in der Führung kleinerer Kontingente einen Namen: Zunächst diente er als Adjutant (aide de camp) verschiedener Generale, bevor er 1794 erneut blitzartig aufrückte: zunächst zum Rittmeister (capitaine), dann Eskadronchef (chef d’escadron) in der Dienststellung eines Generaladjudanten (adjudant géneral) und gegen Ende des Jahres zum Generaladjutanten mit dem Rang eines (Halb-)Brigadechefs (chef de brigade) bzw. Obersten. In dieser Funktion diente er unter den Generalen Jourdan und Kléber als Stabschef und „draufgängerischer“  Kommandeur der Vorhut. Nachdem er eine Beförderung zum Brigadegeneral (général de brigade) zunächst abgelehnt hatte, akzeptierte er diese im Jahr darauf, vermutlich (August 1796), zum Ende des Feldzugs und des Rückzugs der Sambre und Maas Armee aus Franken. Etwas später bereits Divisionsgeneral (général de division), geriet Ney im Frühjahr 1797 während eines Gefechts unweit Gießens in österreichische Gefangenschaft. Auf Initiative General Hoches wurde er jedoch innerhalb weniger Tage ausgetauscht.
1799, zu Beginn des Zweiten Koalitionskrieges (1798–1802), nahm er die Stadt Mannheim ein. Anschließend kämpfte Ney unter Masséna in der Schweiz sowie unter Moreau in Deutschland. Am 13. September 1801 wurde Ney in die Feldloge La Candeur aufgenommen. Nach dem Frieden von Lunéville ging Ney als Gesandter in die Schweiz, wo er am 19. Februar 1803 den Frieden und die Mediationsakte zustande brachte.

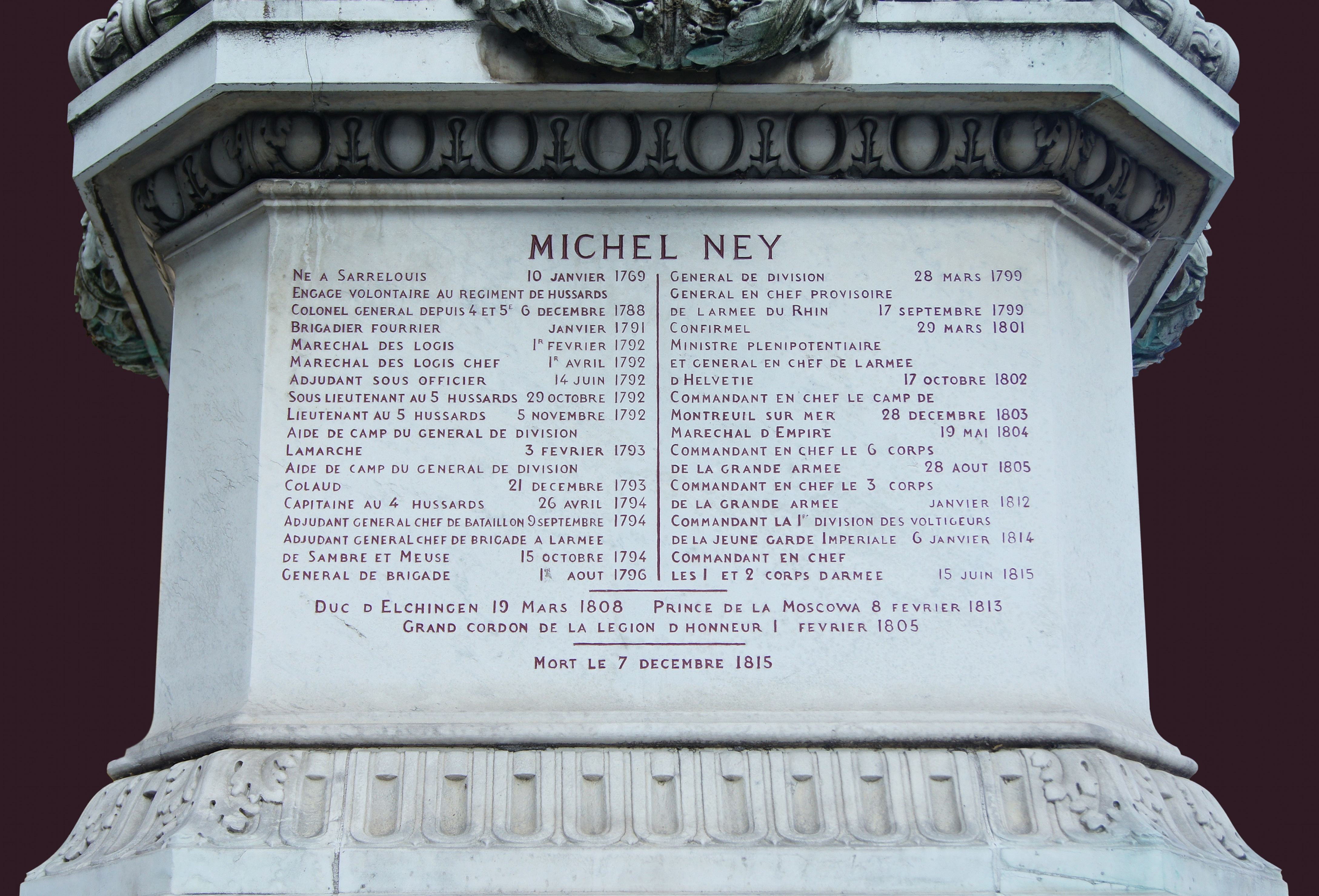
Lebenslauf auf dem Sockel des Ney-Denkmals in Paris

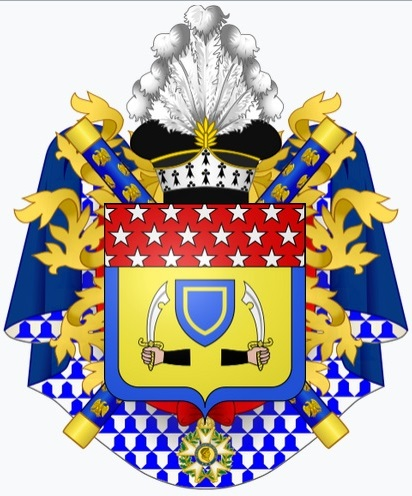
Wappen Neys als Herzog von Elchingen

Anlässlich seiner Kaiserkrönung ernannte Napoleon I. Ney 1804 zum Marschall des Empire. Als Befehlshaber eines Korps eröffnete Ney den Feldzug von 1805. Einheiten seines Armeekorps schlugen die Österreicher Erzherzog Ferdinands bei Günzburg am 9. Oktober. Es folgte der Sieg in der Schlacht bei Elchingen am 14. Oktober und die Kapitulation und Übergabe der Stadt Ulm durch den österreichischen General Karl Mack von Leiberich. Am 6. Juni 1808 wurde Ney hierfür im napoleonischen Adel (noblesse impériale) zum „Herzog von Elchingen“ ernannt. Im Krieg von 1806 und 1807 trug Ney als Führer des VI. Korps außerordentlich zu den Erfolgen bei, besonders durch die Verfolgung der geschlagenen preußischen Armee nach der Schlacht bei Jena. Erfurt und Magdeburg ergaben sich ihm, 1807 kämpfte er bei Eylau und Friedland gegen die Russen und Preußen.
1808 begleitete Ney den Kaiser nach Spanien, wurde aber 1811 mit Masséna uneins über den weiteren Feldzugsplan und zeigte dabei so großen Widerstand, dass ihn dieser von der Armee entfernte. Ney zog sich anschließend zurück, ehe er 1812 den Befehl über das III. Korps erhielt.

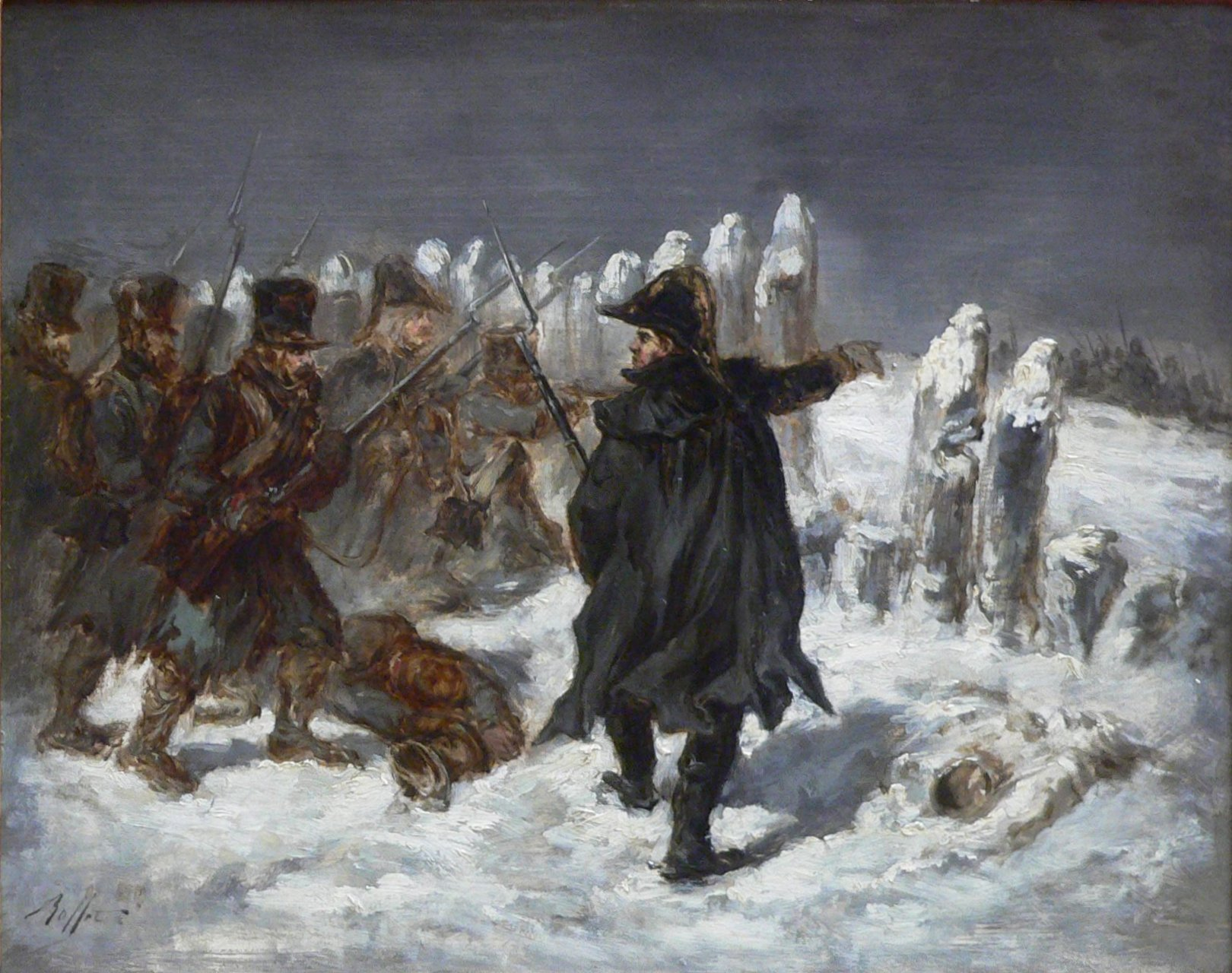
Marschall Ney in der Schlacht um Kowno (Denis-August-Marie Raffet, 1804–1860)

Ney bewährte sich nun vor allen anderen im Russlandfeldzug des Jahres 1812, so in der Schlacht bei Smolensk, besonders aber bei der Schlacht an der Moskwa. Am Abend dieser Schlacht verlieh ihm Napoleon in der noblesse impériale den Titel eines „Fürsten von der Moskwa“. Ney war seit der Schlacht bei Wjasma ständiger Nachhutführer während des Rückzuges aus Russland und wäre daher in der Schlacht bei Krasnoje beinahe in russische Gefangenschaft geraten. So ist auch die Episode überliefert, dass er als Allerletzter knapp vor den nachdrängenden Kosaken ins preußische Gumbinnen einmarschierte, man im dortigen Offizierskasino den völlig Verfrorenen und Verwahrlosten nicht erkannte und ihn kurzerhand hinauswerfen wollte. Daraufhin antwortete Ney: „Erkennen Sie mich nicht? Ich bin die Nachhut der Großen Armee – ich bin Marschall Ney.“

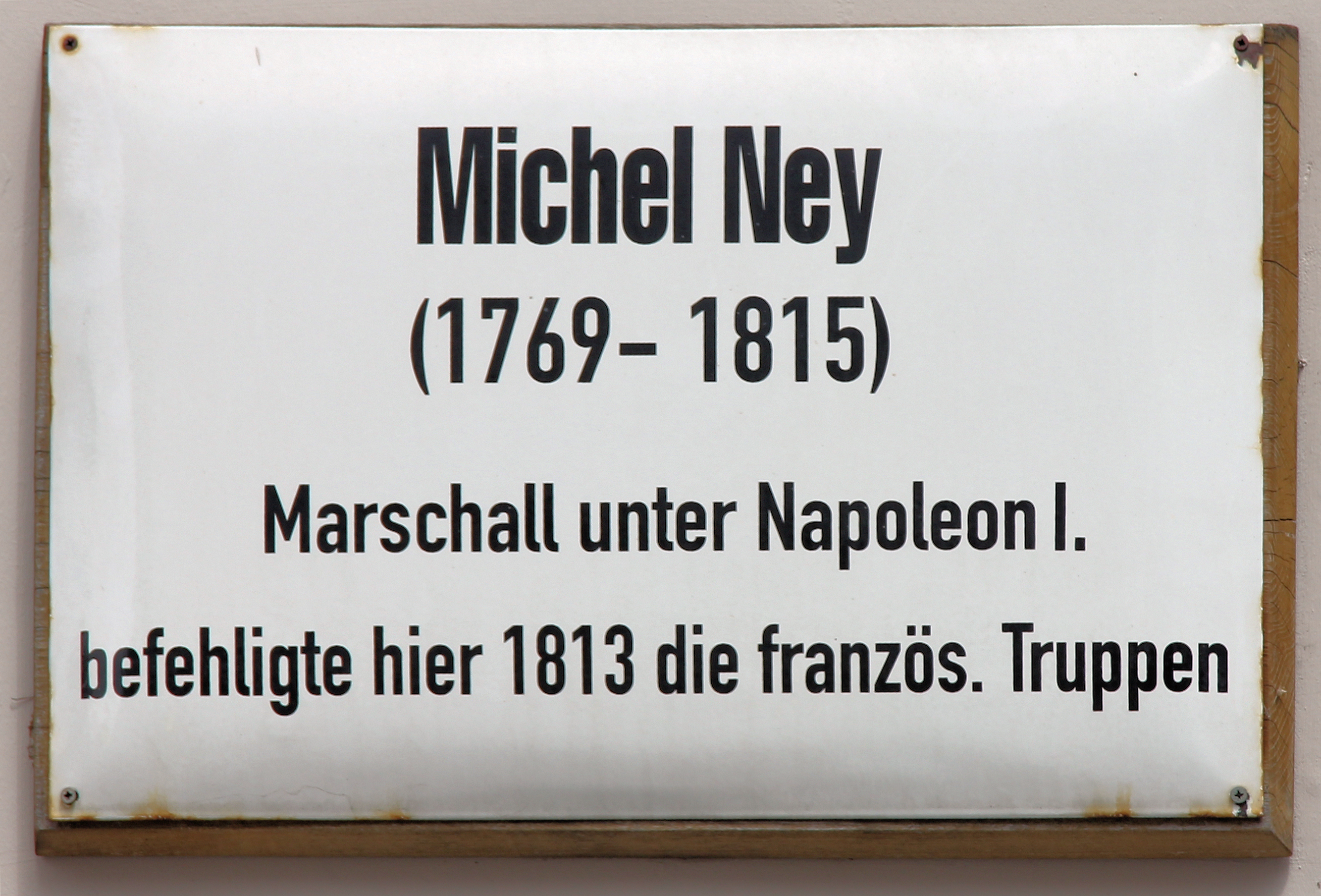
Gedenktafel am Schlossplatz in der Lutherstadt Wittenberg

Im Feldzug von 1813 hielt Ney bei der Schlacht bei Großgörschen dem ersten Angriff der Verbündeten stand, befehligte in der Schlacht bei Bautzen die Mitte und drang hierauf nach Schlesien vor. Von Blücher angegriffen, wurde Ney gezwungen, aus der Stellung bei Liegnitz zurückzuweichen. Er musste seine Streitkräfte dem französischen Marschall Jacques MacDonald übergeben und mit Napoleon nach Dresden zurückkehren, wo er am 26. und 27. August den Sieg über Karl Philipp zu Schwarzenberg erringen half. Nach der Niederlage Oudinots bei Großbeeren erhielt Ney den Oberbefehl über die zum Vordringen auf Berlin bestimmten Streitkräfte, wurde aber am 6. September von Bülow bei Dennewitz geschlagen.
Im Jahr 1814 wurde Ney Kommandant der Kaiserlichen Garde. Er kämpfte bei Brienne, Montmirail, Craonne und Châlons-sur-Marne mit Auszeichnung. Als Napoleon nach der Niederlage der kaiserlichen Armeen und der Einnahme von Paris durch die Kriegsgegner gegen Paris marschieren wollte, war Ney neben Lefebvre, Oudinot und MacDonald einer der Marschälle, die Napoleon zur Abdankung zugunsten seines Sohnes drängten.
Nach Napoleons Abdankung trat Ney in den Dienst der Bourbonen. König Ludwig XVIII. ernannte ihn zum Pair von Frankreich und zum Befehlshaber über die 6. Militärdivision. Nach Napoleons Rückkehr von Elba wurde Ney von Ludwig XVIII. mit dem 5e régiment d’infanterie entsandt, Napoleon zu verhaften, lief jedoch beim Zusammentreffen mit Napoleon bei Auxerre im März 1815 mit seinem Regiment zu ihm über.
In der Schlacht bei Quatre-Bras stellte er die Truppen Wellingtons und verhinderte ihre Vereinigung mit den Preußen, die gleichzeitig von Napoleon in der Schlacht bei Ligny geschlagen wurden. Während der nachfolgenden Schlacht bei Waterloo erhielt Ney den Oberbefehl über den 38.000 Mann starken linken Flügel (1. und 2. Korps). Dabei wurden fünf Pferde unter ihm erschossen und zuletzt stürmte er zu Fuß. Er führte die großen Kavallerieattacken gegen das englische Zentrum und leitete dann persönlich die Alte Garde zum entscheidenden Angriff, der jedoch scheiterte.

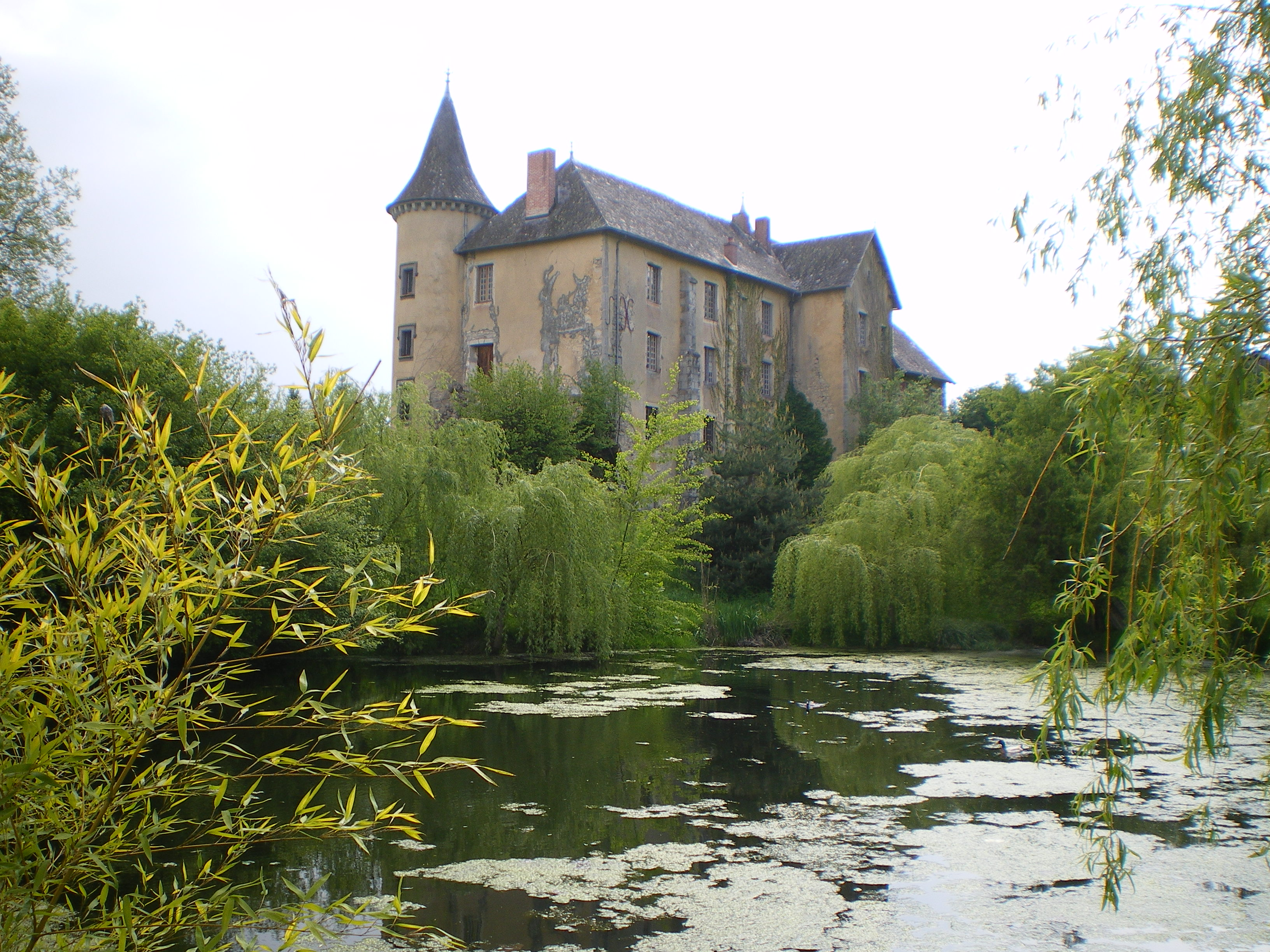
Im Château de Bessonies wurde Ney verhaftet

Um ein Exempel zu statuieren, gab Louis XVIII. dem Polizeiminister Fouché den Auftrag, eine Liste von Offizieren zu erstellen, die während der Herrschaft der Hundert Tage im Dienst von Napoléon gestanden hatten. Es betraf explizit den Zeitraum von der Ankunft Napoléons in Frankreich am 1. März 1815 bis zum 20. März 1815, als der König die Hauptstadt verlassen musste. Mit der Anordnung vom 24. Juli 1815 wurde diese Liste veröffentlicht, auf der als Ranghöchster der ehemalige Marschall Ney aufgeführt war. Nachdem er eine Flucht aus Frankreich verweigert hatte, wurde Ney während seines Aufenthaltes bei der Cousine seiner Frau im Château de Bessonies im Département Lot am 3. August 1815 verhaftet, nachdem er von Jean-Baptiste de La Tour de La Placette an die Behörden verraten worden war, als dieser sich auf der Durchreise zu seinem Besitz Château de La Placette in Cayrols im Département Cantal befand. Zunächst im Château de Bessonies festgesetzt, wurde Ney nach Paris gebracht, wo er am 19. August eintraf. Nach der Einlieferung in die Conciergerie verbrachte man ihn bald in das Palais de Luxembourg, in dem der Aufenthalt eher seinem Stand entsprach. Auf dem Weg dorthin bot ihm Général Exelmans an, ihn zu befreien und mit ihm gemeinsam das Land zu verlassen, was Ney jedoch zurückwies. Auch einige Offiziere wollten ihn aus dem Palais du Luxembourg befreien, was Ney ebenfalls ablehnte.

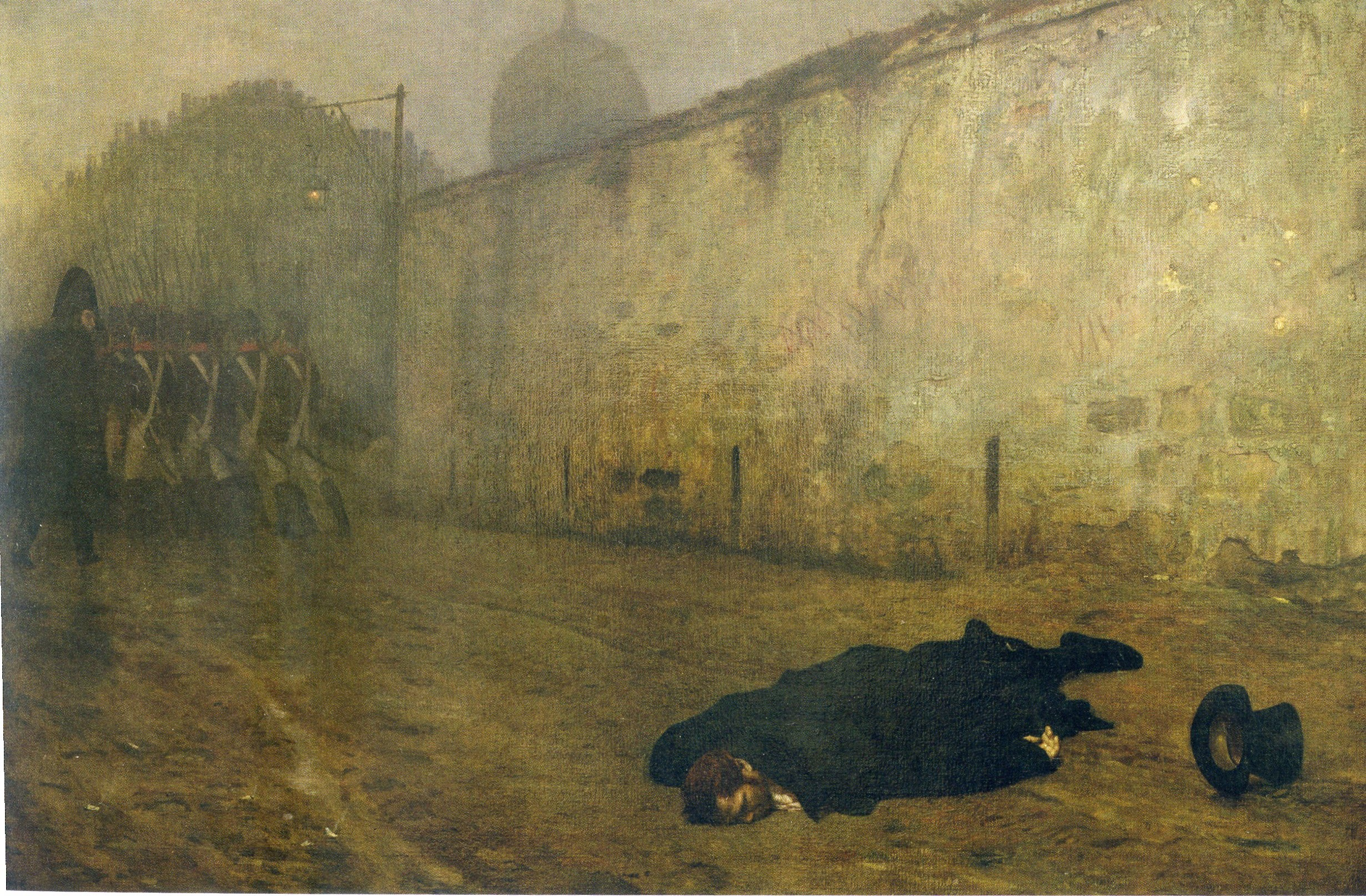
Michel Neys Hinrichtung am 7. Dezember 1815. Jean-Léon Gérôme (1824–1904)

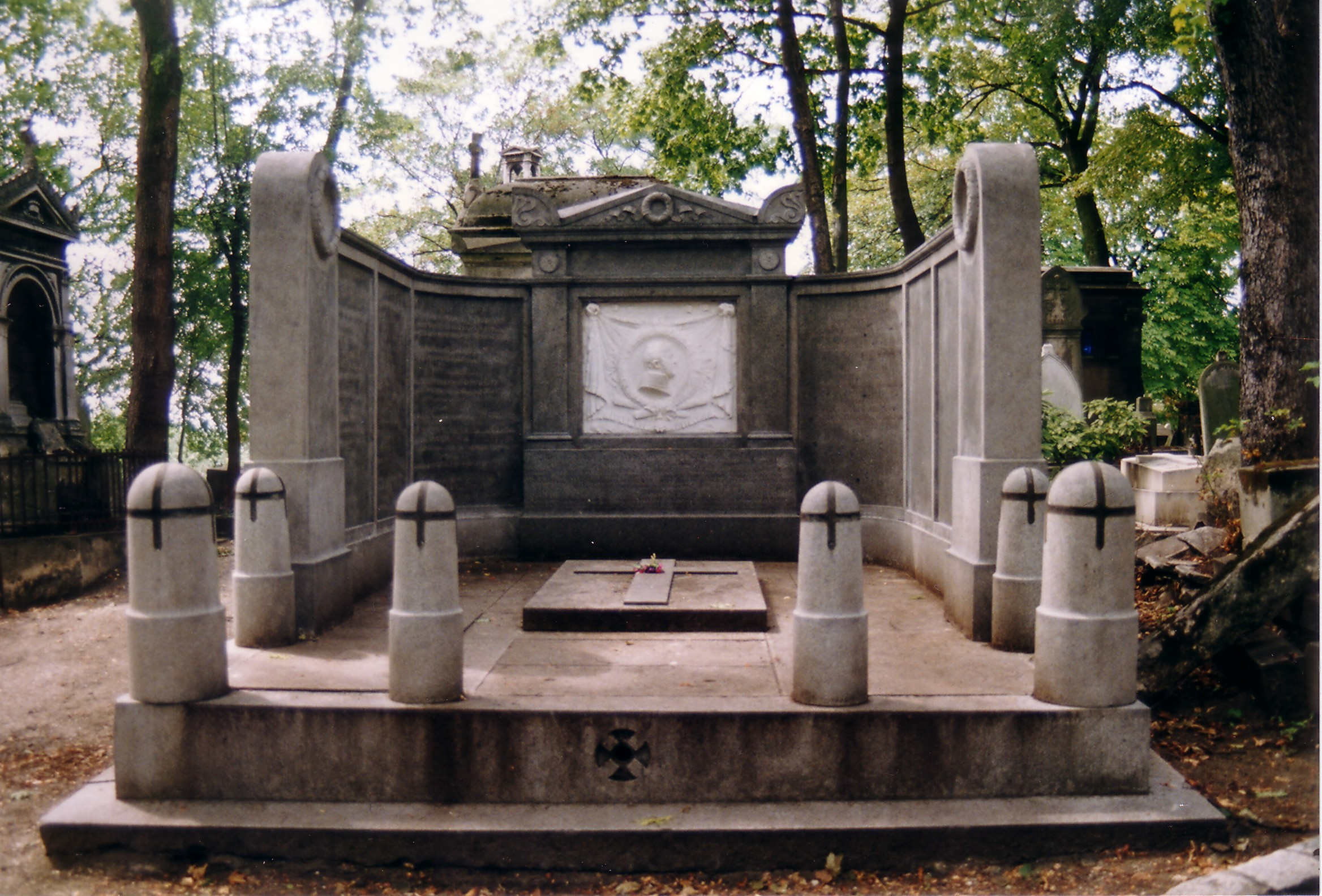
Grabmal Neys auf dem Friedhof Père-Lachaise in Paris

Am 8. November wurde er vor ein Kriegsgericht gestellt, das sich aber als unzuständig erklärte, über ihn als Pair zu verhandeln. Der Prozess gegen Ney wurde daher schließlich vor der Pairskammer geführt, von der er am 6. Dezember wegen Hochverrats zum Tode verurteilt wurde, da er statt Napoleon nach dessen Rückkehr von Elba zu verhaften, zu ihm übergelaufen war. Ney wurde am 7. Dezember 1815 nahe dem Pariser Jardin du Luxembourg erschossen. Er trug schlichte Zivilkleidung und wies eine Augenbinde zurück. Den Feuerbefehl gab er selbst mit den Worten:

„Soldaten, wenn ich den Feuerbefehl gebe, schießt auf mein Herz. Wartet auf den Befehl. Es wird der letzte sein, den ich euch gebe. Ich protestiere gegen meine Verurteilung. Ich habe in hundert Schlachten für Frankreich gekämpft, aber nicht eine gegen es. […] Soldaten, schießt!“

Seine Grabstätte befindet sich auf dem Pariser Friedhof Père-Lachaise, wo später auch seine Söhne beigesetzt wurden.

## Ehe und Kinder
Michel Ney war seit 1802 mit Aglaé Louise Auguié (1782–1854) verheiratet. Aus der Ehe stammten die Kinder Joseph Napoleon (1803–1857), Michel Louis Felix (1804–1854), Eugène (1806–1845) und Henri Edgar (1812–1882). Seine Söhne veröffentlichten später Neys Memoires.

## Ehrungen
- Ney ist am östlichen Pfeiler des Pariser Triumphbogens in der 13. Spalte verewigt

- 1853 Denkmal in Paris von François Rude
- 1860 Denkmal in Metz von Charles Pêtre
- 1864 Boulevardbenennung in Paris
- 2001 Straßenbenennung in Saarlouis
- Straßenbenennung in Elchingen (Gemeindeteil Oberelchingen)

## Darstellungen in der Kunst

### Malerei
Ney ist Protagonist folgender Gemälde:
- Porträt von François Gérard (c. 1805)
- Der Maréchal Ney übergibt am 7. November 1805 den Soldaten des 76e régiment de ligne die Fahne von Charles Meynier (1808)
- Porträt von Jérôme-Martin Langlois (1832)
- Porträt von Adolphe Brune (1834)
- Die Schlacht von Hohenlinden von Henri Frédéric Schopin (1836)
- Marschall Ney beim Rückzug in Russland Adolphe Yvon von (1856)
- Die Hinrichtung des Marschalls Ney von Jean-Léon Gérôme (1868)
- Marschall Ney in Eylau von Richard Caton Woodville junior (1913)

### Film
Ney wurde immer wieder in Filmen dargestellt:
- Von Carl de Vogt in Waterloo (1929)
- Von Alexander Stepanow in „Kutusow“ (1944)
- Von Dan O’Herlihy in Waterloo (1970)
- Von John Baker in „Krieg und Frieden“ (1972)
- Von Colin Bean in „A Soldier’s Farewell“ (aus der Sitcom „Dad’s Army“)
- Von Alain Doutey in Napoleon (2002)
- Von John Hollingworth in Napoleon (2023)